# 錢伯英
錢伯英，（1910年—1960年6月29日），号伯荫，湖北黄冈新洲（今属武漢）钱寨村人。中華民國國軍將領。
他從黄埔军校第8期步科、陆军大学特别班第6期毕业，曾任國軍第49军暂编13师38团上校团长，1945年4月率部参加了抗日戰爭湘西会战的芷江保卫战。1945年6月任第4方面军第3处少将处长，1946年1月任第2绥靖区第3处处长，后任第2绥靖区副参谋长，1948年任中国国民革命军陆军少将，整编第七十三师第七十七旅旅长，在國共內戰中的濟南戰役被解放軍俘虜。
李彌將軍領導泰緬孤軍期間曾任其參謀長，可能為中共工作。